# دزيرزهينسكيي (لوهانسكا)
دزيرزهينسكيي (Дзержинський) هي مدينة في مقاطعة لوهانسكا في أوكرانيا.
يبلغ عدد سكانها حوالي 8072 نسمة.